# Encinillas
Encinillas település Spanyolországban, Segovia tartományban. Encinillas Cabañas de Polendos, Valseca, Roda de Eresma és Cantimpalos községekkel határos. Lakosainak száma 352 fő (2024).

## Népesség
A település népessége az elmúlt években az alábbi módon változott:
| Lakosok száma | 75   | 83   | 101  | 150  | 232  | 242  | 284  | 304  | 331  | 352  |
|               | 2001 | 2004 | 2007 | 2009 | 2012 | 2014 | 2017 | 2019 | 2022 | 2024 |